# Saidy Janko
Saidy Janko (Zürich, 22 de octubre de 1995) es un futbolista suizo de origen gambiano que juega de defensa en el BSC Young Boys de la Superliga de Suiza.

## Trayectoria

### Inicios
Comenzó su carrera en el FC Zürich antes de fichar por el Manchester United en 2013.

### Manchester United
Se unió al Manchester United llegando del FC Zürich el plazo de fichajes de verano en 2013. Fue uno de los dos únicos fichajes realizados por David Moyes durante la ventana de transferencia de verano de 2013. En su primera temporada, fue elegido como el Reserves Player of the Year. El 26 de agosto de 2014 hizo su debut en el primer equipo en el partido de la Copa de la Liga ante el Milton Keynes Dons, jugando la primera mitad antes de ser sustituido por su compañero debutante Andreas Pereira. El United perdió 4-0.

### Celtic F. C.
El 1 de julio de 2015 se hizo oficial su traspaso al Celtic F. C. por las próximas cuatro temporadas.

### F. C. Porto
El 27 de junio de 2018 el F. C. Porto anunció el fichaje del jugador suizo para las próximas 4 temporadas.

#### Cesiones
Tras no contar para Sérgio Conceição, el 31 de agosto de 2018 el Nottingham Forest logró su cesión por una temporada.
 
El 1 de julio de 2019 el B. S. C. Young Boys también consiguió su préstamo por un año.

### Real Valladolid C. F.
El 1 de octubre de 2020 el Real Valladolid C. F. anunció su fichaje hasta el año 2024 tras haber llegado a un acuerdo para su traspaso con el F. C. Oporto. Disputó 35 partidos oficiales con el equipo pucelano en dos años.

### VfL Bochum
El 27 de junio de 2022 se anunció su cesión por una temporada al VfL Bochum para jugar en la Bundesliga. El equipo alemán disponía de una opción de compra por el jugador que no acabó ejerciendo tal y como confirmó el director deportivo Marc Lettau.

### B. S. C. Young Boys
El 30 de junio de 2023 se anunció el traspaso y regresó al B. S. C. Young Boys de Suiza para los siguientes cuatro años.

## Selección nacional
Ha sido internacional con la selección sub-20 y sub-21 de Suiza.
El 9 de octubre de 2021 debutó con la selección de Gambia aprovechando el ofrecimiento del país para jugar en su selección porque, aunque nacido en Suiza, es de origen gambiano por parte de padre. Fue convocado para disputar la Copa de África que se disputó en enero de 2022, consiguiendo llegar hasta los cuartos de final en los cuales fueron eliminados por Camerún, selección anfitriona.

### Participaciones en Copa África
| Copa                | Sede            | Resultado        | Partidos | Goles |
| ------------------- | --------------- | ---------------- | -------- | ----- |
| Copa de África 2021 | Camerún         | Cuartos de final | 3        | 0     |
| Copa de África 2023 | Costa de Marfil | Primera fase     | 2        | 0     |

## Clubes
Actualizado a 14 de junio de 2024.
| Club                             | País          | Año           | Partidos | Goles |
| -------------------------------- | ------------- | ------------- | -------- | ----- |
| Manchester United F. C.          | Inglaterra    | 2014-2015     | 1        | 0     |
| Bolton Wanderers F. C. (cedido)  | Inglaterra    | 2015          | 10       | 1     |
| Celtic F. C.                     | Escocia       | 2015-2017     | 20       | 0     |
| Barnsley F. C. (cedido)          | Inglaterra    | 2016-2017     | 14       | 1     |
| A. S. Saint-Étienne              | Francia       | 2017-2018     | 22       | 0     |
| F. C. Porto                      | Portugal      | 2018-2020     | 0        | 0     |
| Nottingham Forest F. C. (cedido) | Inglaterra    | 2018-2019     | 17       | 0     |
| B. S. C. Young Boys (cedido)     | Suiza         | 2019-2020     | 46       | 1     |
| Real Valladolid C. F.            | España        | 2020-2023     | 35       | 0     |
| VfL Bochum (cedido)              | Alemania      | 2022-2023     | 23       | 0     |
| B. S. C. Young Boys              | Suiza         | 2023-act.     | 39       | 1     |
| Total carrera                    | Total carrera | Total carrera | 227      | 4     |

## Palmarés

### Títulos nacionales
| Título               | Club                | País    | Año  |
| -------------------- | ------------------- | ------- | ---- |
| Scottish Premiership | Celtic F. C.        | Escocia | 2016 |
| Superliga de Suiza   | B. S. C. Young Boys | Suiza   | 2020 |
| Superliga de Suiza   | B. S. C. Young Boys | Suiza   | 2024 |

## Vida privada
Es hijo de padre gambiano y madre suiza-italiana.